# João Pinheiro (scheidsrechter)
João Pedro da Silva Pinheiro (Braga, 4 januari 1988) is een Portugees voetbalscheidsrechter. Hij is in dienst van FIFA en UEFA sinds 2016. Ook leidt hij sinds 2015 wedstrijden in het Primeira Liga.
Op 20 september 2015 leidde Pinheiro zijn eerste wedstrijd in de Portugese nationale competitie. Tijdens het duel tussen Académica Coimbra en Boavista (0–2 voor de bezoekers) trok de leidsman viermaal de gele kaart. In Europees verband debuteerde hij op 14 juli 2016 tijdens een wedstrijd tussen Aberdeen en FK Ventspils in de tweede voorronde van de UEFA Europa League; het eindigde in 3–0 en Pinheiro trok driemaal een gele kaart. Zijn eerste interland floot hij op 7 september 2019, toen IJsland met 3–0 won van Moldavië door doelpunten van Kolbeinn Sigþórsson, Birkir Bjarnason en Jón Daði Böðvarsson. Tijdens deze wedstrijd toonde Pinheiro twee gele kaarten.
Pinheiro werd op 12 mei 2025 door de UEFA aangesteld als vierde official voor de UEFA Champions Leaguefinale, die door Paris Saint-Germain op 31 mei 2025 met 5–0 werd gewonnen tegen Internazionale. Op 30 juli 2025 werd hij aangesteld als scheidsrechter voor de UEFA Super Cup op 13 augustus 2025.

## Interlands
| Datum             | Plaats                    | Wedstrijd                 | Uitslag | Competitie             | Kreeg geel | Kreeg voor de tweede keer geel en dus rood | Weggestuurd |
| ----------------- | ------------------------- | ------------------------- | ------- | ---------------------- | ---------- | ------------------------------------------ | ----------- |
| 7 september 2019  | Reykjavik, IJsland        | IJsland – Moldavië        | 3 – 0   | EK 2020 kwalificatie   | 2          | 0                                          | 0           |
| 14 oktober 2020   | Chisinau, Moldavië        | Moldavië – Slovenië       | 0 – 4   | Nations League 2020/21 | 3          | 0                                          | 0           |
| 30 maart 2021     | Gibraltar                 | Gibraltar – Nederland     | 0 – 7   | WK 2022 kwalificatie   | 4          | 0                                          | 0           |
| 9 oktober 2021    | Chisinau, Moldavië        | Moldavië – Denemarken     | 0 – 4   | WK 2022 kwalificatie   | 3          | 0                                          | 0           |
| 14 juni 2022      | Boekarest, Roemenië       | Roemenië – Montenegro     | 0 – 3   | Nations League 2022/23 | 7          | 0                                          | 0           |
| 24 september 2022 | Jerevan, Armenië          | Armenië – Oekraïne        | 0 – 5   | Nations League 2022/23 | 4          | 0                                          | 0           |
| 25 maart 2023     | Split, Kroatië            | Kroatië – Wales           | 1 – 1   | EK 2024 kwalificatie   | 2          | 0                                          | 0           |
| 9 september 2023  | Wolfsburg, Duitsland      | Duitsland – Japan         | 1 – 4   | Vriendschappelijk      | 3          | 0                                          | 0           |
| 15 oktober 2023   | Sankt Gallen, Zwitserland | Zwitserland – Wit-Rusland | 3 – 3   | EK 2024 kwalificatie   | 5          | 0                                          | 0           |
| 9 september 2024  | Ljubljana, Slovenië       | Slovenië – Kazachstan     | 3 – 0   | Nations League 2024/25 | 3          | 0                                          | 0           |
| 19 november 2024  | Tirana, Albanië           | Albanië – Oekraïne        | 1 – 2   | Nations League 2024/25 | 4          | 0                                          | 0           |
| 20 maart 2025     | Wenen, Oostenrijk         | Oostenrijk – Servië       | 1 – 1   | Nations League 2024/25 | 0          | 0                                          | 0           |
| 10 juni 2025      | Helsinki, Finland         | Finland – Polen           | 2 – 1   | WK 2026 kwalificatie   | 3          | 0                                          | 0           |

Laatst bijgewerkt op 11 juni 2025.